# Lawson (Handelskette)

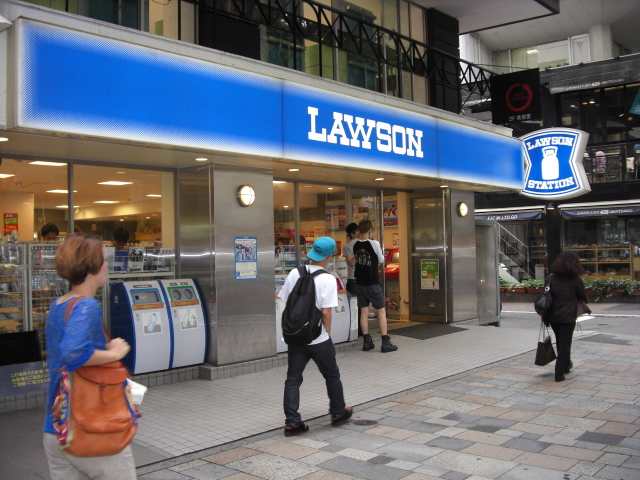
Eine typische Filiale in einem Bahnhof

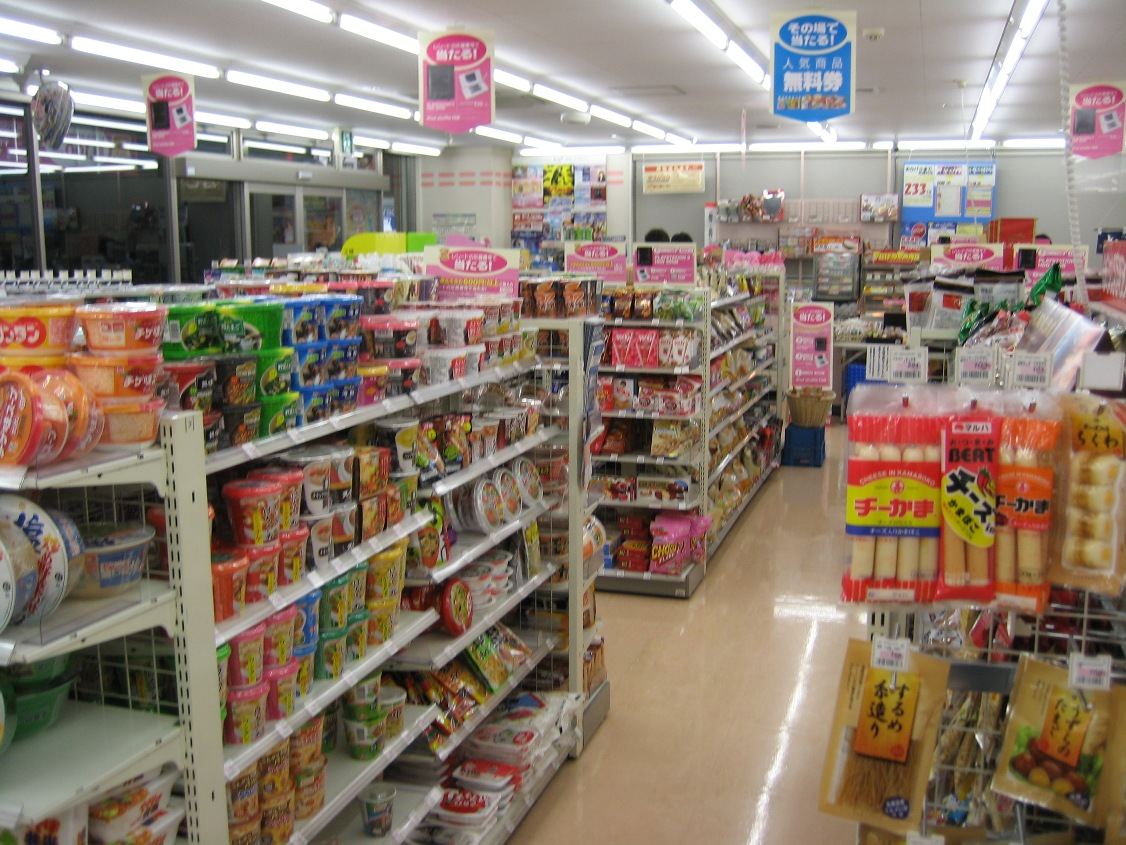
Ein Laden von innen

K.K. Lawson (jap. 株式会社ローソン, Kabushiki kaisha Rōson, engl. Lawson Inc.) ist Japans drittgrößter Convenience-Store-Betreiber hinter 7-Eleven und FamilyMart.

## Geschichte
1975 gründete die Supermarktkette Daiei die 100%ige Tochter Daiei Lawson K.K. (ダイエーローソン株式会社, Daiē Rōson Kabushiki kaisha) und eröffnete die erste Filiale in Minamisakurazuka, Toyonaka, Präfektur Osaka. In den folgenden Jahren wurden immer mehr Filialen eröffnet. Im Jahre 1994 hatte Daiei Lawson erstmals mehr als 5000 Filialen. Im Juni 1996 erfolgte die Umfirmierung auf Lawson K.K.
Im Januar 2000 verkaufte Daiei 20 % aller Lawson-Aktien an die Mitsubishi Corporation.
Heute hat das Unternehmen 9.625 Filialen. Einen Großteil (8.527) der Filialen betreiben Franchisenehmer. 1.098 Läden gehören dem Unternehmen selber.

### Präsenz in Japan
Die Lawson ist hauptsächlich in Japan vorzufinden. Das Unternehmen hat Filialen in allen Präfekturen Japans. Als Ausnahme gilt außerhalb Japan die Verbreitung der Filialenstandorte in der Volksrepublik China.